# Zannichelliaceae
Zannichelliaceae is een botanische naam, voor een familie van eenzaadlobbige planten.
Een familie onder deze naam wordt de laatste decennia met enige regelmaat erkend door systemen van plantentaxonomie, maar niet door het APG-systeem (1998) en het APG II-systeem (2003). Aldaar worden de betreffende planten geplaatst in de fonteinkruidfamilie (Potamogetonaceae). In het Cronquist-systeem (1981) werd de familie ingedeeld in een orde Najadales.
Het gaat dan om een kleine familie van waterplanten.